# The Critic (magazine)
Pour les articles homonymes, voir The Critic.
The Critic est une revue britannique consacrée à la critique artistique et littéraire, fondée à Londres en 1843 par John Crockford et Edward William Cox, deux grands patrons de presse. 
De sa création jusqu'à la fin de sa parution en 1863, la rédaction de The Critic est assurée par James Lowe.
Le journaliste Francis Espinasse, disciple de Thomas Carlyle, y contribue très largement par ses articles qu'il signe souvent du pseudonyme « Herodotus Smith ».